# Dustin (Unternehmen)
Dustin AB ist ein schwedischer Elektronikversandhandel mit Sitz in Stockholm. Das Unternehmen ist in Skandinavien und Benelux tätig.

## Hintergrund
Dustin nahm 1984 seinen Betrieb als Versandhaus für Disketten auf. Ab 1993 erweiterte das Unternehmen sein Spektrum um weiteres Computerzubehör, ehe ab 1996 auch komplette Computer vertrieben wurden. Mit der Veröffentlichung der ersten Firmenhomepage stieg Dustin im April 1994 in den Internethandel ein.
Bis 2006 befand sich Dustin im Besitz der Firmengründer Bo und Ulla Lundevall, ehe es zum großen Teil an die Private-Equity-Gesellschaft Altor Equity Partners veräußert wurde. In der Folge expandierte das Unternehmen im skandinavischen Markt. 2018 trat das Unternehmen durch den Kauf der Vincere Groep für 65 Millionen Euro in den niederländischen Markt ein, drei Jahre später wurde zum Ausbau der Marktposition in Benelux das belgische Unternehmen Centralpoint übernommen. 2022 übernahmen die beiden Unternehmen den Markennamen der Muttergesellschaft.